# Laurens Punt
Laurentius Maria Punt (Alkmaar, 13 oktober 1918 - Mauthausen, 7 september 1944) was een Engelandvaarder en SOE geheim agent tijdens de Tweede Wereldoorlog. Hij werd een van de drie laatste slachtoffers van het Englandspiel.

## Jeugd
Laurens Punt werd op 13 oktober 1918 als het op een na laatste kind geboren in het grote, Rooms Katholieke gezin van Hendrikus Punt en Catharina Vader (overleden op 14 februari 1940). Hij had 5 broers en 3 zusters. Na de lagere school zat hij een jaar op de MULO in Alkmaar. Hij maakte in de 5 jaren daarna zijn gymnasiumopleiding af op de Apostolische kostschool van Ste.Marie (Montfortanen) in Schimmert, tot kerst 1936. Het volgende jaar ging hij in Alkmaar op kantoor werken bij de Noord-Hollandse Levensverzekeringsmaatschappij (gevestigd in Het Princenhof, het Hooge Huys).

## Militair
Op 31 maart 1938 meldde Punt zich om als vrijwilliger dienst te nemen in het leger. Na zijn training werd hij gestationeerd op een depot van het 21e Regiment Infanterie (1/1/21 RI) in Amersfoort, waar hij diende onder kapitein Boers. Op 1 januari 1939 promoveerde Laurens Punt tot sergeant en met pasen plaatste de legerleiding hem op Zanddijk in Den Helder. Van september 1939 tot begin mei 1940 volgde hij instructies op het depot in Amersfoort. En op 6 mei 1940 werd Punt met het 21e Regiment Infanterie ingezet, onder leiding van kapitein J.B.P.M. de Zwart. Zij verdedigden Den Helder tegen de Duitse invasie.
Na de capitulatie werd Punt gedemobiliseerd en per 26 juni overgeplaatst naar de douane in Borkel en Schaft. In dat dorp ontmoette hij Elisabeth van Steenbergen en na enkele maanden verloofde dit stel zich. Laurens kreeg onderdak boven café Rustoord in het ouderlijk huis van Elizabeth.

## Frankrijk
Al snel had Punt plannen om naar Engeland af te reizen, maar de negatieve adviezen op Radio Oranje om er zonder contacten niet aan te beginnen, schrikten hem af. Door de komst van drie uit Osnabrück ontsnapte Franse krijgsgevangenen kwam daar op 3 december 1941 echter verandering in. De volgende ochtend hielp hij het drietal de grens over naar Neerpelt (België). Als voorwaarde voor zijn hulp had hij gesteld mee te mogen reizen. Met de trein gingen zij via Antwerpen naar Brussel en daarvandaan naar Quiévrain aan de Franse grens. De eigenaresse van het plaatselijke café vertelde hun hoe zij ’s ochtend via een plank over een beek onopgemerkt de grens over konden steken; zij gaf hun ook een overnachtingsadres in Valenciennes. Vanuit Albert liepen zij langs de rivier naar Bray-sur-Somme. Van een van hun mede-gevangenen hadden de Fransen het adres gekregen van een aldaar wonende bakker, die hen opving en doorstuurde naar een boerderij verderop. Daags later arriveerde het viertal op Gare du Nord in Parijs. Een van zijn metgezellen, Pierre Rames, nam hem mee naar zijn inmiddels gesloten bistro.
Pas op 15 of 16 december verlieten zij samen per trein Parijs en werden in Chalon-sur-Saône in een goederentrein naar Mâcon gesmokkeld om zo de demarcatielijn te kunnen passeren. Rames adviseerde Punt bij aankomst om door te gaan naar Nimes en liet hem in de steek. Bij een controle in de trein naar Nimes werd Laurens Punt kort daarna gearresteerd. Hij kreeg de keus tussen het Vreemdelingenlegioen en celstraf. Aangezien hij niet van plan was om voor een ander land te gaan vechten, belandde hij in de militaire gevangenis van Lyon. Op 17 maart 1942 werd hij voorgeleid en beschuldigd van spionage. Een vrouw genaamd Sally Noach en een kolonel Marx verdedigden hem effectief en hij werd veroordeeld tot een gevangenisstraf van een maand, met aftrek van voorarrest, en een boete die werd afgedaan door het Nederlandse consulaat in Lyon. Twee dagen later werd hij vrijgelaten en verordend om zich te vervoegen bij het Nederlands Centrum te Toulouse. Daar verbleef hij 14 dagen en klopte toen aan bij de École supérieure d’agriculture waarvan hij het adres had ontvangen van de gevangenisaalmoezenier en waar ook sergeant Adriaan Hagelaars werkte. Via de Britse priester Leland kreeg hij een baantje als docent klassieke talen aan het Collège St.Nicolas in Gimont. In de zomervakantie ging hij terug naar Toulouse om een plekje in het ‘Nederlandse konvooi’ te regelen. Enkele maanden later kreeg hij via het Nederlands consulaat een paspoort met visa voor Curaçao en een doktersattest waarin werd aangegeven dat hij ongeschikt was voor militaire dienst.

## Cabo de Buena Esperanza
Het ‘Nederlands konvooi’ passeerde bij Canfranc de grens met Spanje en werd door een officiële gids naar een gastenverblijf van de Nederlandse overheid in Madrid begeleid. Cádiz werd de volgende dag bereikt en het gezelschap ging op 6 oktober aan boord van de Cabo de Buena Esperanza, het Spaanse schip dat hen eerst naar Gibraltar bracht en vervolgens naar Curaçao.

## Engelandvaart
Bij aankomst op Curaçao (23 oktober) plaatste men Laurens Punt eerst in de barakken bij landhuis Habaai, totdat luitenant Koster hem met hulp van de havenautoriteit en het Britse consulaat op de olietanker Empire Spenser van kapitein John Barlow Hodge liet aanmonsteren, samen met enkele andere Nederlandse jongemannen. Deze tanker werd echter rond middernacht in de nacht van 7 op 8 december ten zuidoosten van Cape Farewell getorpedeerd door een Duitse U-boot, de U-524, en zonk. Punt kon met onder meer Geurts en Scholberg aan boord van een reddingssloep klimmen en werd opgepikt door het in hun konvooi meevarende reddingsschip ‘Perth’ (kapitein Keith Williamson OBE). Zij gingen op 13 december van boord in Gourock, Schotland en werden naar de R.P.S. gebracht, waar Laurens Punt herhaaldelijk werd verhoord door luitenant R.S. Sands en Oreste Pinto. Zowel Adriaan Hagelaars als Sally Noach, die inmiddels ook in Engeland waren gearriveerd, bevestigden Punt te kennen uit Frankrijk en spraken positief over hem. Daarna woonde hij in Florys House (Huis Florys) aan de Princess Way te Wimbledon, samen met onder meer Hendrik Letteboer, Antoon Berend Mink en Marinus Verhage.

## Training SOE
14 januari werd Laurens Punt gerecruteerd voor SOE. En op 18 januari begon zijn training in STS6, West Court, Finchampstead, een trainingsschool van SOE in Wokingham, Berkshire. Zijn sergeant had er veel vertrouwen in dat hij viel te trainen voor een missie, mits de leidinggevende een Brit zou zijn; want Punt had - net als enkele andere Nederlandse manschappen - door voorvallen in de aanloop naar de oorlog nog maar weinig vertrouwen in Nederlandse officieren.
Na de basistraining vervolgde hij zijn opleiding vanaf 28 februari 1943 op STS24b, Glaschoille in Knoydart, dicht bij Mallaig, Inverness-shire. Zijn meerderen beschreven hem als een vrolijke vent met humor, praktisch ingesteld en emotioneel stabiel. Zijn sterke persoonlijkheid maakte hem tot een geboren teamleider, die goed kon enthousiasmeren en inspireren. Bovendien vonden zij hem dapper als het om riskante opdrachten ging. Hij wilde graag tegen Nazi-Duitsland vechten. Zelf had hij aangegeven dat hij liefst in een Rooms-Katholieke omgeving, zoals Noord-Brabant, zou werken.
Een maand later (28 maart) werd hij naar Group B overgeplaatst voor een parachutetraining van drie weken op STS51b, Fulshaw Hall in Wilmslow, Cheshire. En ondanks een lichte blessure door een val op zijn rug bracht men hem op 21 mei naar STS61, Gaynes' Hall in St. Neots, om vanaf het dichtstbij zijnde vliegveld RAF Tempsford naar Nederland te kunnen vliegen. In zijn dossier wordt hij in het veld vermeld met Polo (Mink) en Croquet (de Brey) onder de operatienaam Squash vanaf de nacht van 21 op 22 mei 1943. Wat hun specifieke opdracht was, is niet bekend.

## Plan Holland
Met Antoon Berend Mink en Oscar de Brey sprong Laurens Punt in de nacht van 22 mei 1943 in het kader van Plan Holland met zijn parachute in de buurt van Garderen uit het vliegtuig. Onmiddellijk arresteerden de Duitse soldaten die hen opwachtten hen; zij waren de laatste geheim agenten die gedropt en geslachtofferd zouden worden boven Nederland als afleidingsmanoeuvre in het Englandspiel, mogelijk ter bescherming van de plannen voor D-day. De Duitsers brachten het drietal naar kamp Haaren. Daarvandaan verplaatste men hen enkele keren, naar strafkampen in Assen en Rawicz, tot zij uiteindelijk begin september 1944 in concentratiekamp Mauthausen arriveerden, waar ze enkele dagen later in een grote groep op gruwelijke wijze werden gefusilleerd.

## Onderscheidingen
- Bronzen Kruis, postuum, K.B. no.33 van 2-5-1953 (inlichtingendienst), toelichting:[27][28][29][30]

Sergeant-capitulant van het Wapen der Infanterie heeft zich door moedig optreden tegenover de vijand onderscheiden als agent van een geheime inlichtingendienst, die hem tijdens de jaren 1940-1945 uitzond naar door de vijand bezet gebied, alwaar hij onder uiterst moeilijke omstandigheden een levensgevaarlijke taak had te vervullen, die door vijandelijke tegenactie tenslotte tot zijn dood leidde.
- Kruis van Verdienste, Sergeant-capitulant, K.B. no.11 van 25-2-1943, toelichting:[31]

wegens het beleidvol voorbereiden en uitvoeren van een plan tot ontsnapping uit bezet Nederland waarna, na vele moeilijkheden te hebben ondervonden, Engeland werd bereikt.